# Péter Baráth
Péter Baráth (ur. 21 lutego 2002 w Kisvárdzie) – węgierski piłkarz występujący na pozycji obrońcy i pomocnika, reprezentant kraju.

## Życiorys
Jego dziadek i ojciec grali w piłkę nożną. Jako junior występował w drużynach z Gyulaházy i Kisvárdy, a od 2016 w szkółce Debreceni VSC. Jako junior występował w młodzieżowych reprezentacjach Węgier. W 2019 roku został wcielony do seniorów DVSC. Początkowo występował w rezerwach, a 25 stycznia 2020 roku zadebiutował w pierwszej drużynie w wygranym 4:0 ligowym meczu z Újpestem. Po sezonie jego klub spadł do NB II. W sezonie 2020/2021 stał się podstawowym zawodnikiem drużyny, pozostał nim również po awansie DVSC i grze klubu w NB I w sezonie 2021/2022. 17 listopada zadebiutował w reprezentacji A w zremisowanym 2:2 towarzyskim spotkaniu z Luksemburgiem. W lutym 2023 roku został wypożyczony do Ferencvárosi TC.

## Statystyki ligowe
| Sezon         | Klub              | Liga        | Mecze | Gole |
| ------------- | ----------------- | ----------- | ----- | ---- |
| 2019/2020     | Debreceni VSC     | NB I        | 7     | 0    |
| 2020/2021     | Debreceni VSC     | NB II       | 22    | 5    |
| 2021/2022     | Debreceni VSC     | NB I        | 32    | 2    |
| 2022/2023     | Debreceni VSC     | NB I        | 15    | 2    |
| 2022/2023 (w) | Ferencvárosi TC   | NB I        | 8     | 0    |
| 2023/2024 (j) | Ferencvárosi TC   | NB I        | 7     | 0    |
| 2023/2024 (w) | Raków Częstochowa | Ekstraklasa | 10    | 0    |
| 2024/2025     | Raków Częstochowa | Ekstraklasa | 25    | 2    |
| 2025/2026     | Raków Częstochowa | Ekstraklasa | 1     | 0    |